# タミシオカリス
タミシオカリス（Tamisiocaris）は、約5億年前のカンブリア紀に生息したラディオドンタ類の節足動物の一属。長い櫛状の前部付属肢をもつ、僅かな頭部組織の化石のみによって知られる。グリーンランドのシリウス・パセットで見つかった Tamisiocaris borealis という1種のみが正式に命名される。

## 名称
篩のような濾過機能をもつとされる前部付属肢に因んで、学名「Tamisiocaris」はラテン語の「tamisium」（篩）と「caris」（カニもしくはエビの意、水生節足動物の学名に常用される接尾辞）の合成語である。北極近くのグリーンランドから最初に発見されることに因んで、模式種（タイプ種）の種小名はラテン語の「borealis」（北の）による。

## 形態

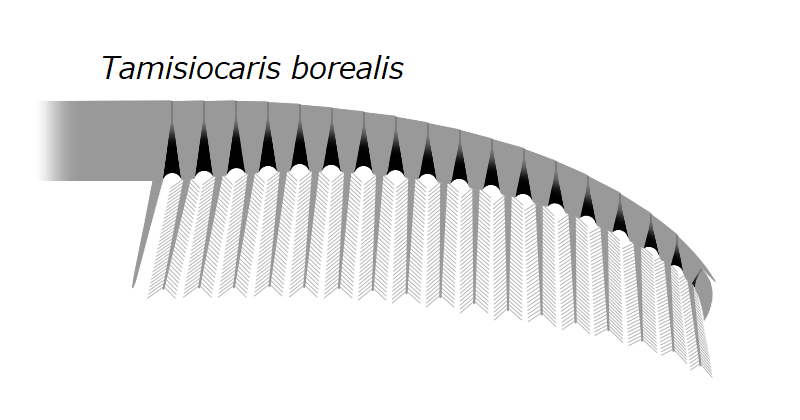
Tamisiocaris borealis の前部付属肢の復元図。反対側の内突起は省略され、肢節の総数は暫定的である。
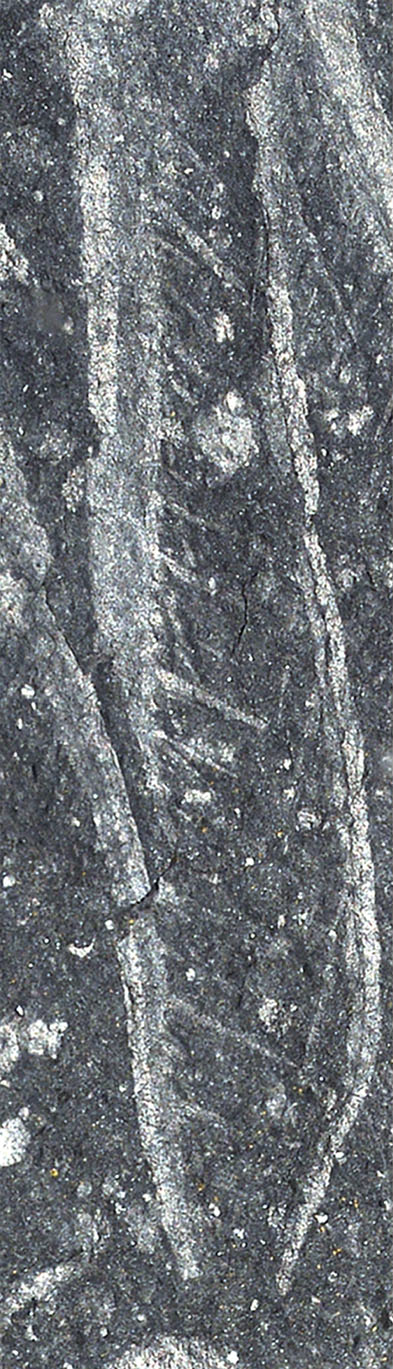
化石標本の内突起細部

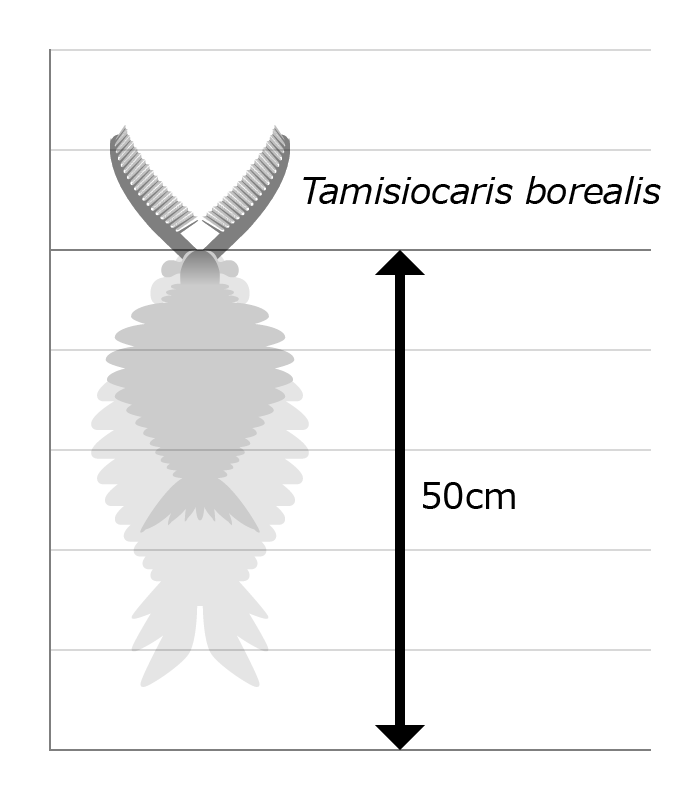
タミシオカリスののサイズ推定図

数多くの節に分れた櫛状の前部付属肢が特徴的なラディオドンタ類である。前部付属肢と甲皮以外の構造は不明。
前部付属肢（frontal appendage）は最大12cmで、少なくとも18節（柄部1節と残り17節以上）の肢節からなる。肢節間の境目は背側では不明瞭だが、腹側では三角形の節間膜に大きく分かれており、幅広い上下可動域が示唆される。該当肢節の高さより1.5倍以上に長い内突起（endite）は、ほぼ全ての肢節で腹側に1対ずつ生えている。内突起の長さは同規的で、アノマロカリス科とアンプレクトベルア科のように肢節ごとに長短を繰り返すことはない。少なくとも模式種 T. borealis の場合、柄部以外の内突起は前後の縁に密集した無数の細い分岐（auxiliary spine）が並んでおり、内突起全体が羽毛に似た形となる。また、いくつかの化石標本では内突起の屈曲や欠損が見られるため、柔軟性をもっていたと考えられる。
上述の特徴以外では、模式種 T. borealis の模式標本（ホロタイプ）MGUH 29154 の前部付属肢によると、最終肢節は太い棘状で、その直前の肢節は短い背側の棘（dorsal spine）がある。同じく T. borealis の標本 MGUH 30502 の前部付属肢の基部には、丸みを帯びていた断片が発見され、これは元々楕円形であった頭部背側の甲皮（H-element）と考えられる。
体は発見されず、Vinther et al. 2014 では体長40-70cmと考えられてきたが、前部付属肢の長さを同じくラディオドンタ類であるアノマロカリスとインノヴァティオカリスの比率（それぞれの体長は柄部を除いた前部付属肢長の約2倍と2.8倍）にあわせて換算すると、その体長はむしろ30cm前後に当たると推測される。

## 生態と分布

T. borealis の前部付属肢の可動域と動作予想

タミシオカリスの模式種 T. borealis は、櫛状の前部付属肢で水中から微小な有機物を篩い分ける懸濁物食者（suspension feeder）であったと考えられる。内突起に密集した分岐の間隔から推算すると、本種の前部付属肢は、体長0.5mmほど小さな物質（現生のカイアシ類の大きさに相当）をも濾過できたと推測される。本種の前部付属肢は左右にあるたくさんの羽毛状の内突起で一面の濾過網を構成し、それを上下に動かすことにより、水中のプランクトンを濾過し、直後にあると思われる口へ運んで摂食していたと思われる。この摂食方法は、同じく懸濁物食/濾過摂食とされるラディオドンタ類であるエーギロカシスとは大きく異なる（多重の濾過装置に似た前部付属肢をほぼ動かずに、水中に前進しながらプランクトンを濾過したとされる。詳細は本文参照）。
タミシオカリスは主にグリーンランドの堆積累層シリウス・パセット（Sirius Passet、カンブリア紀第三期）からの化石標本によって知られている。それ以外では、アメリカペンシルベニア州の堆積累層 Kinzers Formation（カンブリア紀第四期）から本属由来の未命名標本 USNM 90827/PA 388 が発見される。暫定的に Tamisiocaris aff. borealis と同定されたこの化石標本は、見かけ上では前部付属肢の内突起が T. borealis のような密集した分岐がない。もしこれが元からの特徴であれば、この化石標本は T. borealis とは別種で（後述参照）、食性も異なっていたと考えられる（前部付属肢は水中のプランクトンではなく、海底の堆積物から餌を篩い分けるのに用いられたとされる）。

## 分類
原記載である Daley & Peel 2010 時点では、唯一に知られる化石標本 MGUH 29154 はラディオドンタ類の前部付属肢に似通うものの、肢節の境目や節間膜など関節肢的性質が保存されないため、タミシオカリスは暫定的に「アノマロカリス類（=ラディオドンタ類）であるかもしれないもの」（possible anomalocaridid）と分類された。Vinther et al. 2014 の再記載では、関節肢的性質を保存した新たな化石標本により、タミシオカリスはラディオドンタ類として認められ、前部付属肢の構造・食性と生態・ラディオドンタ類における系統的位置も詳しく分析された。

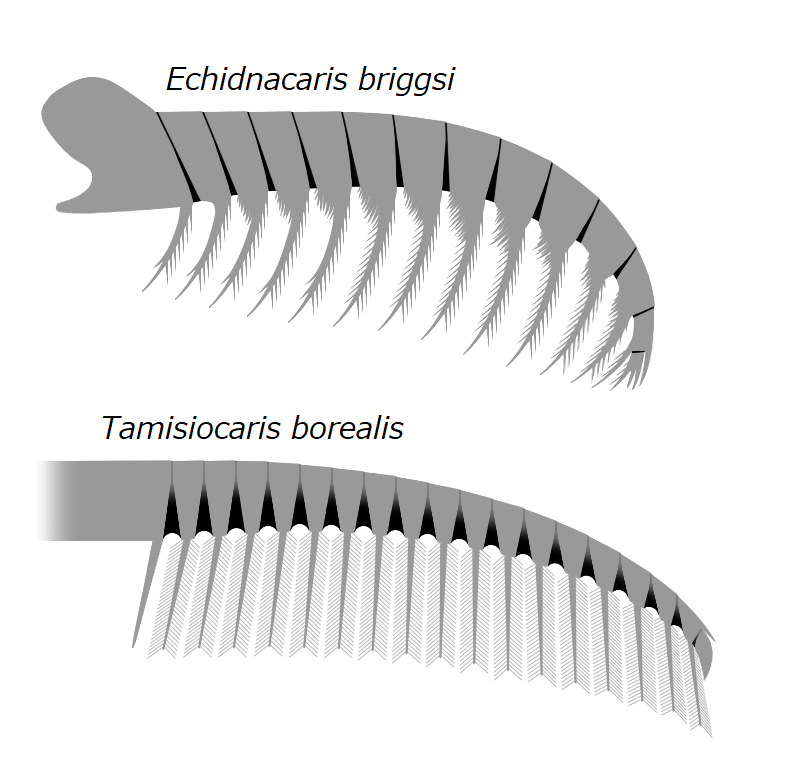
"Anomalocaris" briggsi（上）とタミシオカリス（下）の前部付属肢

タミシオカリスはタミシオカリス科（Tamisiocarididae）の模式属（タイプ属）である。この科が Pates & Daley 2018 に創設される以前では、同じ意味で使われる科の学名「Cetiocaridae」が Vinther et al. 2014 に創設された。この学名は「クジラのエビ」の意味で、カナダのアーティストである John Meszaros によって2013年に描かれた、架空の濾過摂食性ラディオドンタ類の架空分類名「Ceticaris」に由来する（#外部リンクを参照）。しかしこのような科の命名は国際動物命名規約の条項（科の名称は模式属の語幹から作られなければならない。ICZN 11.7.1.1）に逸しているため無効であるとされ、Pates & Daley 2018 で正式に有効の学名 Tamisiocarididae へ置き換えられた。
ほとんどの系統解析では、"Anomalocaris" briggsi（かつてアノマロカリスに分類された要改名種）は本属の姉妹群と見なされ、共にタミシオカリス科に分類される。

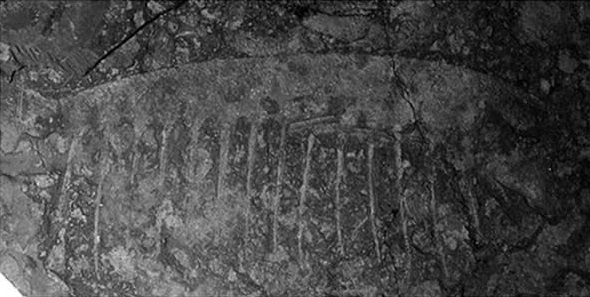
シリウス・パセット産の の前部付属肢化石

タミシオカリス（タミシオカリス属 Tamisiocaris）の中で正式に命名がなされた種は、グリーンランドのシリウス・パセットから発見された模式種（タイプ種） Tamisiocaris borealis のみである。アメリカペンシルベニア州の Kinzers Formation で見つかり、本属由来の化石標本 USNM 90827/PA 388 は、シリウス・パセットのものに比べて前部付属肢は全ての内突起に分岐を欠く。これは該当標本の元からの特徴（すなわち T. borealis とは別種）、それとも単に棘が化石化の過程で脱落した（すなわち同じく T. borealis の可能性がある）なのかは不確実のため、独立種として命名されず、暫定的に Tamisiocaris aff. borealis と同定される。

## 発見の意義
本属が発見される以前では、ラディオドンタ類は全般的にアノマロカリスやペイトイアのような捕食者と考えられた。そのため、懸濁物食者であるタミシオカリスの発見は、この説を覆し、ラディオドンタ類の多様な食性を示唆する大きな証拠である。その後も濾過摂食/懸濁物食者のラディオドンタ類とされるエーギロカシスの発見により、この説は更に確かめられた。このような大型動物を主にした分類群における、獰猛な捕食者と穏やかな懸濁物食/濾過摂食者という対照的な食性の分化は、大型捕食者を主にした現生のサメ類（ジンベエザメ）とクジラ類（ヒゲクジラ）にも見られ、動物界の進化史上に何度も独自に起こした収斂進化の一つである。タミシオカリスの発見により、この現象はカンブリア紀までにも遡るようになり、本種も最古の懸濁物食者の一つとして知られるようになった。
また、大型懸濁物食者であるタミシオカリスの発見も、カンブリア紀には動物プランクトンが存在し、ラディオドンタ類はそれと共進化したことを示唆する。これにより、カンブリア紀には従来の推測よりも現代的な生態ピラミッドをもつことも示される。